# 콤비블라인드

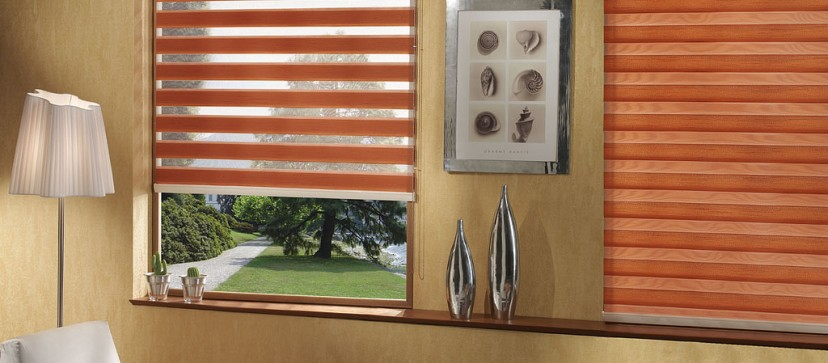
콤비 블라인드

콤비 블라인드의 작동 방식

콤비 블라인드는 2000년대 초반에 한국에서 최초로 개발된 롤 블라인드의 한 종류로 기존의 원단 1장 방식에서 2장의 원단을 엇갈리게 배치하여 빛의 투과율을 조절할 수 있게 개발된 제품이다. 
영어권에서는 Zebra Blinds, Duo Roll Blinds, Eclipse Blinds 등으로 불린다.